# Tetragnatha mabelae
Tetragnatha mabelae là một loài nhện trong họ Tetragnathidae.
Loài này thuộc chi Tetragnatha. Tetragnatha mabelae được miêu tả năm 1957 bởi Chickering.